# Пацация, Отари Амбакович
Отар Амбакович Пацация (груз. ოთარ ამბაკოს ძე ფაცაცია; 15 мая 1929, Ингири, Зугдидский район, Грузинская ССР, ЗСФСР, СССР — 9 декабря 2021, Тбилиси) — грузинский политический и государственный деятель, третий премьер-министр Грузии.

## Биография
Родился в селе Ингири Зугдидиского района в семье Амбако и Любы Пацации. На партийной работе с 1955 года. Занимал должность первого секретаря Зугдидского райкома Компартии Грузинской ССР.
В 1965 году получил должность директора Ингурского целлюлозно-бумажного комбината (Зугдиди). На этой должности он проработал до 1990 года. С апреля 1992 года был председателем Зугдидской районной администрации согласно указу Эдуарда Шеварднадзе. Выбор кандидатуры Пацации был сделан исходя из желания Шеварднадзе утихомирить сторонников свергнутого президента Звиада Гамсахурдии, чьи позиции были особенно сильны в Мегрелии тех лет.
После роспуска правительства Тенгиза Сигуа в 1993 году стал третьим премьер-министром страны (1993—1995). Осенью 1995 года Пацация подал в отставку с поста премьер-министра и баллотировался в парламент как беспартийный депутат от Зугдиди. В 1995—1999 годах был депутатом парламента Грузии 3-го созыва.
После ухода из политики Пацация жил в Зугдиди. В июле 2012 года попал в больницу из-за огнестрельного ранения в руку, причинённого двоюродным братом. В декабре 2021 года Пацация заболел коронавирусом и был помещён в зугдидскую больницу. После резкого ухудшения состояния здоровья его перевезли в Тбилиси, где он скончался 9 декабря. Похоронен в Зугдиди рядом со своим сыном.